# Фридрих фон Дьонхоф
Фридрих фон Дьонхоф (на немски: Friedrich von Dönhoff; * 24 май 1639, Валдау, Калининградска област; † 16 февруари 1696, Мемел) е граф на Дьонхоф във Варминско-Мазурско войводство, Полша, бранденбургски-пруски генерал-лейтенант, таен и военен съветник през бранденбургската война.

## Биография
Произлиза от полско-пруския благороднически род фон Дьонхоф. Той е най-малкият син на Магнус Ернст Дьонхоф (1581 – 1642, войвода на Пярну (1640 – 1642) и староста на Дорпат в Естония и Телшай в Литва, и съпругата му бурграфиня и графиня Катарина фон Дона-Лаук (1606/1608 – 1659), наследничка на Грос-Волфсдорф, вдовица на Албрехт фон Раутер († 1626, Кьонигсберг), дъщеря на бургграф и граф Фридрих фон Дона (1570 – 1627) и Мария фон Раутер (1578 – 1626). Брат е на Герхард Дьонхоф (1632 – 1685) и Ернст Дьонхоф († 1693), полски генерал-майор.
През 1666 г. Фридрих фон Дьонхоф купува за 25 000 талери целия Фрайдрихщайн. От 18 май 1667 г. е полковник-лейтенант и командир на полк (по-късния пруски регимент Нр. 2). На 24 юни 1668 г. става полковник и шеф на регимент/полк, който носи неговото име.
През 1673 г. Фридрих е изпратен от „великия курфюрст“ Фридрих Вилхелм фон Бранденбург на кралския избор в Полша. От 10 април 1678 г. той е генерал-майор и от 18 юли военен губернатор на Мемел. На 5 март 1684 г. става генерал-лейтенант, а през 1688 г. обер-камерхер. Следващата година той е таен бюджетен и военен съветник, от 1692 г. също шеф на гарнизонската компания в Мемел.
Фридрих фон Дьонхоф умира на 56 години на 16 февруари 1696 г. в Мемел (Клайпеда).

## Фамилия
Фридрих фон Дьонхоф се жени на 13 ноември 1664 г. в Кьолн ан дер Шпрее за фрайин Елеонора Катарина Елизабет фон Шверин (* 11 октомври 1646, Кьолн ан дер Шпрее; † 13 октомври 1696, дворец Фридрихщайн), дъщеря на фрайхер Ото фон Шверин (1616 – 1679) и Елизабет София фон Шлабрендорф (1620 – 1656). Те имат 9 деца:
- Ото Магнус фон Дьонхоф (* 18 октомври 1665, Берлин; † 14 декември 1717, Мемел), бранденбургски-пруски генерал-лейтенант и дипломат, женен на 8 септември 1701 г. в Берлин за бургграфиня и графиня Амелия Луиза фон Дона-Шлобитен (* 22 май 1686, Стокхолм; † 23 септември 1757, Елбинг)
- Богислав Фридрих фон Дьонхоф (* 6 декември 1669, Кьонигсберг; † 24 декември 1742, Дьонхофщет), бранденбургски-пруски генерал-майор, женен на 8 май 1701 г. за графиня София Шарлота фон Лендор (* 20 март 1685, Щайнорт; † 10 февруари 1756, Дьонхофщет)
- Ернст Владислаус фон Дьонхоф (* 26 ноември 1672, Кьонигсберг; † 10 юни 1729, Берлин), бранденбургски-пруски генерал-лейтенант, неженен
- Луиза Шарлота фон Дьонхоф (* пр. 30 април 1673 – ?)
- Елеонора фон Дьонхоф (* 29 октомври 1674; † 2 септември 1726), омъжена на 2 октомври 1692 г. в Кесенблат за граф Йохан Албрехт фон Барфус (* 1635; † 27 декември 1704), бранденбургски и пруски генерал-фелдмаршал, премиер-министър при пруския крал Фридрих I
- Вилхелмина фон Дьонхоф (* пр. 6 януари 1680 – ?)
- Юлиана (Доротея) Шарлота фон Дьонхоф (* 12 април 1682/8 май 1683; † 15 март 1733), омъжена за Йохан Лудвиг фон Шьонинг (* 25 декември 1675; † 29 октомври 1715), син на генерал и фелдмаршал Ханс Адам фон Шьонинг (1641 – 1696)
- Александер фон Дьонхоф (* 9 февруари 1683, Кьонигсберг; † 9 октомври 1742, Берлин), пруски генерал-лейтенант и доверно лице на крал Фридрих Вилхелм I, женен на 31 октомври 1720 г. за графиня Шарлота фон Блументал (* 10 април 1701; † 28 септември 1761, Берлин)
- Фридрих Вилхелм фон Дьонхоф (* пр. 19 февруари 1687; † май 1738)